# Шведська асоціація компаній звукозапису
Шведська асоціація компаній звукозапису (англ. Swedish Recording Industry Association, GLF — Grammofonleverantörernas förening)  — асоціація, що представляє інтереси звукозаписної індустрії Швеції. Асоціація утворилась в 1975, того ж року вона відкривала два головних чарта країни — Swedish Album Chart та Swedish Singles Chart.
GLF має наступних учасників: Bonnier Amigo Group, EMI Svenska AB, Network Entertainment Group (MNW?), Sony BMG Music Entertainment Sweden AB, Sound Pollution AB, Universal Music Sweden AB, and Warner Music Sweden AB. З 1986 GLF створила онлайн каталог зареєстрованих пісень, «Grammotex», в наш час[коли?] їх кількість становить 100 000.
На теперішній час у GLF не має власного вебсайта.